# 존 테스터
레이먼드 존 테스터(Raymond Jon Tester, 1956년 8월 21일 ~ )는 미국의 정치인이다.

## 학력
- 프로비던스 대학교

## 경력
- 1999.01 ~ 2005.01 제56·57·58대 몬태나 제45선거구 상원의원
- 2005.01 ~ 2007.01 제59대 몬태나 제15선거구 상원의원
- 2007.01 ~ 2025.01 제110~118대 미국 몬태나 연방상원의원

## 역대 선거 결과
| 선거명      | 직책명                   | 대수  | 정당   | 득표율   | 득표수    | 결과 | 당락                   |
| ----------- | ------------------------ | ----- | ------ | -------- | --------- | ---- | ---------------------- |
| 1998년 선거 | 상원의원 (몬태나 제45부) | 56대  | 민주당 | 55.57%   | 3,803표   | 1위  | 몬태나 주의원 당선     |
| 2002년 선거 | 상원의원 (몬태나 제45부) | 58대  | 민주당 | 71.20%   | 4,646표   | 1위  | 몬태나 주의원 당선     |
| 2004년 선거 | 상원의원 (몬태나 제15부) | 59대  | 민주당 | 단독후보 | 무투표    | 1위  | 몬태나 주의원 당선     |
| 2006년 선거 | 상원의원 (몬태나 제1부)  | 110대 | 민주당 | 49.16%   | 199,845표 | 1위  | 몬태나주 상원의원 당선 |
| 2012년 선거 | 상원의원 (몬태나 제1부)  | 113대 | 민주당 | 48.58%   | 236,123표 | 1위  | 몬태나주 상원의원 당선 |
| 2018년 선거 | 상원의원 (몬태나 제1부)  | 116대 | 민주당 | 50.33%   | 253,876표 | 1위  | 몬태나주 상원의원 당선 |
| 2024년 선거 | 상원의원 (몬태나 제1부)  | 119대 | 민주당 | 45.50%   | 276,305표 | 2위  | 낙선                   |